# Parapercis punctata
Parapercis punctata är en fiskart som först beskrevs av Cuvier 1829.  Parapercis punctata ingår i släktet Parapercis och familjen Pinguipedidae. Inga underarter finns listade i Catalogue of Life.